# Колибри на Анна
Колибрито на Анна (Calypte anna) е вид птица от семейство Колиброви (Trochilidae).

## Разпространение
Видът е разпространен в Канада, Мексико и САЩ.